# Умјетност Океаније
Умјетност Океаније се односи на умјетности и умјетничке предмете настале на острвима Океаније и континента Аустралије чије је насељавање почело прије више од 40.000 година.

## Географија и култура
Острва Океаније се простиру од Нове Гвинеје, преко јужног Тихог океана, до Ускршњег острва; сјеверно до Хаваја, а јужно до Новог Зеланда. Већина се налази између тропских крајева и има флору и фауну поријеклом углавном из југоисточне Азије. Океанија се уобичајено дијели на три велике области. Најразноврснија је Меланезија, која укључује Нову Гвинеју и низ острва која се протежу источно од Фиџија. На сјеверу је Микронезија, четири фестона малих острва која прелазе Тихи океан од источних Филипина и југозапданог Јапана. Већина, али не сва, су вулканска острва. Даље на истоку, на отвореном простору централног Тихог океана, налази се огроман полинезијски троугао, који се састоји од високих вулканских острва попут атола, понекад груписаних, понекад изолованих. Полинезија и Микронезија су много ограниченије у флори од Меланезије. Југозападно од саме Океаније налази се континент Аустралија. Његова изузетно разнолика топографија и клима се крећу од тропског сјевера до сушних централних пустиња и климатски умјеренијих региона на југу.
У погледу људских насеља, Аустралија и Нова Гвинеја су далеко најстарије. Групе ловаца-сакупљача из југоисточне Азије почеле су да окупирају Аустралију прије више од 40.000 година, када су Нова Гвинеја, Аустралија и Тасманија биле уједињене у једну велику копнену масу. Много хиљада година касније, када су топографски профили острва постали ближи ономе што су данас, на Новој Гвинеји су почела насељавања заснована на пољопривреди. Касније, у комбинацији са риболовом, насељавања су се наставила на најисточнијим острвима Меланезије, а на крају и Микронезији и Полинезији. Археолошка истраживања тек треба да разјасне детаљну хронологију и природу ових насељавања, али већ је познато да су до краја другог миленијума прије н. е., поморске популације заузимале највећи дио острва Меланезије, дио Микронезије, као и острва Тонге и Самое, у западној Полинезији. Већина преосталих насељивих острва у јужном Пацифику је насељена око 1000. године н. е.
Културно, Аустралија и Тасманија су остале изоловане, а њихови становници никада нису усвојили пољопривреду. Меланезија се диверзификовала, на стотине културних и језичких група, иако су многе од њих, посебно на истоку, имале одређене заједничке црте. Полинезија је била много уједињенија у култури и језику, развила се из прото-полинезијске групе из источне Меланезије. Микронежани и Полинежани су били вјешти пољопривредници, рибари и поморци, добро прилагођени условима животне средине усамљених тропских острва. Океанске заједнице развиле су опсежне системе робне размјене, понекад на велике удаљености, па се трговина често одражавала у њиховој умјетности. У Микронезији и Полинезији, умјетност, ритуали и друге специјализоване активности су институционализоване у оквиру хијерархијског друштвеног поретка. Друштвена организација је била изузетно разнолика широм Океаније. У Меланезији, где су друштва углавном била нехијерархијска и супарничка, њихове вође и ривали су се борили за контролу над политички независним заједницама. У микронезијским и полинезијским друштвима, обично организованим у стратификоване групе, власт су имали поглавице чији је ауторитет био санкционисан њиховим насљедним статусом. Океанија је, дакле, била регион значајне старине и разноликости, у коме су живјеле популације које су, прије контаката са Европљанима, биле веома добро повезане са својом околином и такође способне да је искористе са очигледним савршенством.

## Умјетност и умјетнички предмети
Међу материјалима који су коришћени у изради умјетничких предмета били су и неки који су узети из природе без модификација: лишће, цвијеће, сјеме, камење, земља, шкољке и перје. Али најчешће су коришћени материјали које се могло подвргнути значајним промјенама: дрво, кора дрвета, камен, кости, биљна влакна и боје. Разбој је коришћен у Микронезији, западно од Санта Круза. На добром дијелу читавог овог краја израђивана је керамика. Постоје археолошки докази да је упражњавана на истоку у Самои и Тонгу у раним праисторијским временима, а неколико фрагмената је чак прикупљено са Маркиских острва. Међутим, нема вијести да је у Полинезији било грнчарије у вријеме првог контакта са Европљанима, у 18. вијеку, осим у Тонгу.
Народи Океаније су на своје умјетничке предмете и грађевине гледали као на израз личне моћи или престижа, као на привремено пребивалиште духова или као на облике друштвене контроле. Океански кануи и куће заједнице (светилишта) су градиле и украшавале групе људи под управом веома искусних градитеља. Ови објекти су имали велики престиж и били су симболични израз друштвеног јединства. Преносиви предмети, одјећа, украси на тијелу или чак сакаћење тијела из културних или побожних разлога, често су симболично изражавали друштвени статус особе унутар мреже појединаца из реда друштвене хијерархије или хијерархијског супарништва.
Западни посматрачи су често своју пажњу усмјеравали на форму, а не на садржај океанијске умјетности, јер је велики дио културне историје овог региона слабо проучаван, а сама форма у океанијској умјетности се може лакше цијенити у смислу западне културне норме. Али, сматрање традиционалних умјетности океанијских друштава као „примитивним” показује расцијеп у разумијевању многих сложених односа који постоје, или су некада постојали, између умјетности и других аспеката друштвеног и културног обрасца. Умјетност Океаније не треба посматрати као предмете са сврхом „изнад” друштва и његове заједнице. Као саставни дио понашања и мисли, и повезан са технологијом и економијом, али и политиком и религијом, не може се добро разумјети без осврта на његов културни контекст.
Све већи број историчара умјетности и антропологије проучава умјетност Океаније са становишта друштава која су предмет студије. Међутим, због празнина у размјени истраживачког рада на лицу мјеста, многе од ових умјетности су недовољно познате. Стога их је тешко прецизно дефинисати и приказати правилне односе између њих. Стање истраживања је врло неуједначено и не дозвољава проста уопштавања о карактеру и значењу. Ова ситуација је погоршана јер одговарајућа терминологија за тачан опис и анализу умјетничких предмета још није развијена. Ријечи као што су „умјетност”, „занат”, „стил” и „форма” често се користе непрецизно, јер имају значајне конотације везане за њихову употребу у европској историји умјетности. Није примитивна умјетност народа Океаније, већ њено разумијевање у свијету изван Океаније, посебно на Западу. Стога се једино може написати сажетак садашњег знања, а не њеног „укупног” етнографског положаја који је некада постојао.

### Умјетност Меланезије
У суштини, меланезијска умјетност је била, а у одређеним областима и даље јесте, важан облик комуникације према изражавању односа које су људи формирали са другим људима, са својим природним окружењем и својим боговима. Церемоније и обреди који су наређивали и реафирмисали ове односе могли су, сами по себи, бити драмске манифестације, које се морају посматрати као феномени изражавања изнад њихових саставних елемената, пјесме, плеса, музике, тјелесних украса, скулптура или слика.
У Новој Гвинеји, која је данас призната као једна од великих свјетских уметничких области, визуелна умјетност је попримила регионалне форме толико разнолике да се у њеном истраживању уопштено разликује неколико стилских области. Унутар сваке области појединачно постојало је богатство креативних активности, од којих велики дио не спада у домен атрактивних и колекционарских предмета те их се често неправедно игнорише. Умјетност Нове Гвинеје јасно одражава дух размјене комуникације и такмичења који је прожимао сва меланезијска друштва. Вјеровање у духовну размјену били су суштински за успјешну трговину и објашњава кануе заштићене чаролијом на обали, острвима и ријекама. Међу најпознатијим поморским пловилима која и данас показују ову улогу су елегантни гласачки кануи округа Масим. Чланови његове посаде плове прстеном острва које обухвата „кула”, високо организовани систем церемонијалне размјене и комуникације. Кулска роба, која се размијењује на овим походима, никада није престајала да кружи, јер престиж који симболизује не припада никоме доживотно. Умјесто тога, привремено власништво над њом представља висину повјерења међу осталим партнерима у групи.
Ова типично меланезијска тема ефемерног приказа такође карактерише фестивале размјене Мока на планини Хаген (Нова Гвинеја), јер се у тим приликама престиж човјека оцјењује према ономе што се види да посједује и дарује. Племена Хагена такмиче се са другим планинским племенским групама у плесу, сложеним тјелесним украсима и ношњама, и бесједништву. Сами су своји најоштрији критичари, у бризи и потрази за равнотежом између свијетлих и тамних елемената украсне умјетности тијела, вјештине у плесу, и логици и хвалисавости бесједе.
Ови племенски „сабори”, ако их се тако може назавти, подједнако су се развијали и на другим мјестима гдје се тражио и драматизовао контакт са натприродним. Током иницијације у друштво одраслих, дјечаци Намау из Папуанског залива морали су да плешу по цијелој кући мушких церемонија уроњени у чељусти духа каиаимуну. Овај дух је представљен огромним четвороношцем направљеним од прућа, а његов глас су производиле зујалице. Музички инструменти, бубњеви, прорезани гонгови, флауте и зујалице, често имају, или су некада имали, свету улогу у Новој Гвинеји.
Тамо гдје су постојала тајна друштва у Новој Гвинеји, светилишта су функционисала као мијешани симболи мушке солидарности и ауторитета. Абелами из Мапричког краја и данас граде ове свете грађевине, неке висине и до 24 метра, сјајно полихромиране и украшене плетеним маскама на забатима. Унутра се налазе плетене маске за велике јамове (од 3,5 до 4,5 метара висине), који се појављују на обредним светковинама. Унутрашњост светилишта (куће) је женског рода, а иницирани мушкарци који у њега уђу, по локалном вјеровању се рађају обрнуто у светом царству, а чак и боја нанесена на ове древне резбарије представља моћну чаролију.
У снажној стилској опречности, на сјеверозападној обали, срећу се мале резбарије зване корвар, које представљају претке, и у којима се више истиче облик него боја. Неке од фигура корвар држе мрежасте плетаре; друге, лобање покојника, односно предака. Указано је на постојање стилских веза између појединих дијелова Нове Гвинеје и Индонезије. Али шта представља „стил’’ у Новој Гвинеји још није у потпуности дефинисано. Ово не значи да је анонимност умјетника или подражавање, правило. Савремени резбари Асмата (вау-ипи), потпуно слободно тумаче визуелне симболе своје културе, а неки чак развијају „ауторске” мотиве. Репутација резбара се успоставља на основу његовог стваралачког увида и техничке вјештине. Али, на крају, Асматима је далеко важнија чаролија предмета, а не чињеница ко га је створио. Поносно изрезбарени свечани стубови који стоје уз централна огњишта великих мушких обредних кућа треба да су упадљиви приликом извођења светих пјесама и ударања у обредне бубњеве када се свете куће обнављају. У прошлости, а у неким забаченијим дијеловима можда и данас, ове активности су промовисале успјешан лов на главе непријатеља. Ратни сукоби су и даље уобичајен начин ријешавања спорова у оним областима Нове Гвинеје гдје је утицај цивилизације још увијек незнатан или неоперативан. Оружје, штитови, као они у језерској области Чамбри (у централном дијелу Сепика), могу се „заштити” против дејства непријатељевог чаробњаштва помоћу одређених резбарених и сликаних рељефа. Облици и површине чак и најкориснијих предмета свакодневне употребе често су сложене израде. На примјер, чиније са језерског дијела Сентани, куке за вјешање из области заљева Хуон, шпатуле за креч из округа Масим и наслони за главу из заљева Гелвинк. Неки од ових умјетничких предмета могу изгледати посебно декоративни, али чак и апстрактни дизајн геометријских и аморфних шара може бити у служби представљања уобичајене комуникације и одражавти облике свакодневне интеракције међу члановима племена.
Широм острва Бизмарковог архипелага, натприродне силе које су по локалним вјеровањима насељавале море и шуме биле су центар високо развијених умјетничких и обредних активности. У јужној Новој Ирској, фигуре митских предака представљају „трезвенију страну” свете умјетности; на сјеверу су најдраматичније манифестације религиозног вјеровања и богатство заједнице, биле изражене у маланганским церемонијама. Тамо је свако племе имало дизајн за сложену представу малангана. Ове полихромне резбарије, „набијене духом”, и симболичких облика, представљале су галерију догађаја и ликова митолошке природе. Када је маланган бивао уништен на крају обредног циклуса, поглавица клана би задржао дизајн у свом памћењу. Могао је да га купи сусједни клан или да се чува у облику упутства како би га будуће занатлије могле поновити. Сам процес резбарења био је помијешан са чаролијским обредима, а сваки корак истог се дешавао у одређеној тачки у календару годишњих доба. Међутим, неке маске малангана, као што су татануа (слике одабраних предака), никада нису уништаване. У њих је била усађена чаробна моћ и могле су да преобразе онога ко их је носило у духове које су представљале.
Вјерска активност је такође била подстицај за бујне маскенбалске комплексе у сусједној Новој Британији. Међу племенима Баининг на полуострву Газела, осликане маске од дрвене коре које су припадале члановима тајног друштва дјеловале су као моћни агенти друштвене контроле. Они који би их носили су сматрани „духовима” и често су дјеловали изван успостављених закона заједнице; на примјер, могли су да пљачкају и убијају у циљу спровођења реда.
За разлику од Нове Ирске и Нове Британије, оближња Адмиралска острва нису била позната по маскенбалима. Међутим, духови предака Малаја, који су се отјелотворили као крокодили или змије, често су приказивани у резбаријама. То укључује елегантне здјеле, мердевине, ногице кревета и довратнике. Бодежи су такође били елегантно украшени оштрицом од опсидијана, а врх копља од опсидијана или бодљи кости раже торпедо.
На Соломоновим острвима друштвене активности су сматране веома прикладним мјестом за умјетност. Производња кануа, великих здјела за обредну храну и кућни стубови, била је изразито повезани са обредима који су обиљежавали богове чуваре и племенске претке.
У источним Соломонима, главни центар ових активности била је „кућа кануа”, где су се чували велики чамци за дуга путовања и свети кануи за пецање туне. Кануи за дуга путовања су били раскошно украшени, а кануи за риболов тако да својим украсима привуку јата рибе која се јавља само у одређеном годишњем добу. Мамац који их привлачи нападају и јата птица риболовица, а саме туне су могле да послуже као мамац за ајкуле које лутају по обалама острва. Овај спектакл птица и риба сматран је натприродним догађајем, а његова појава је указивала на положај човјека у односу на богове. Његово умјетничко представљање се понављало у свим дијеловима Соломонових острва, на примјер, у виду слободних резбарија ајкула и птица на острвима западне групе, а можда и у примјерима њихових кружних плесова и пјесама.
Духови су такође били одговорни за наручивање или инспирисање мисли умјетника са Соломонових острва, познатих као „људи од вјештине’’. Умјетничке визије ријетко су доминирале њиховом склоношћу да производе један предмет умјесто други, склоност која је често одражавала локалне обичаје. На острву Санта Ана „људи од вјештине” су били познати по изради стубова за куће светилишта, а обредне здјеле које су омиљени предмети за израду умјетника у Санта Крузу, никада нису биле резбарене у Санта Ани. Здјеле су тако постале симбол стила источног дијела Соломонових острва, на исти начин на који су то прамци кануа са усађеним шкољкама на острвима западне групе. Како се области разликују језички и културно, умјетничке склоности саопштавају ове разлике самим домороцима Соломонових острва. 
Широм Соломоновог архипелага, „људи од вјештине” су такође били одговорни за деликатне геометријске шаре урезиване на лица дјечака током церемонија иницијације у одрасле. Овакве ознаке или ожиљци на тијелу су додавале духовност тетоважама које су биле дјело „жена од вјештине”. 
Други украси тијела који се могу скинути и ставити по потреби, такође су били дио овог вокабулара тјелесне умјетности, али су углавном ношени у свечаним приликама. Мушкарци високог положаја у заједници су носили деликатне чешљеве од шкољки, минђуше за нос и штипаљке на ушима. Жене су носиле и украсе који су указивали на њихово богатство, најчешће у виду ланчића новчића направљених од шкољки. 
Традиционалне вриједности живота Соломонових острва су претрпиле значајне промјене након контакта са Европљанима. Напуштањем својих божанстава и прилагођавањем свог живота западним утицајима, темељи традиционалне умјетности и културе су озбиљно пољуљани. Скорија примјетна реакција на поменуто је успон култа моро у Макаруки, на западном Гвадалканалу. Овај покрет се залагао за повратак на старе обичаје, дјелимично изражене у резбаријама. Његово сједиште има музеј предмета који се сматрају традиционалним и који служе као узори за умјетничке и обредне предмете будућности.
Главни облици умјетности Нових Хебрида били су повезани са обредима иницијације, друштвеним положајем појединаца,  хијерархијским церемонијама и погребним обредима. Коришћени материјали су: дрво, папрат, камен, или умјесто камена паста за моделовање направљена од згњечених лијана, језгре папрати, кокосовог млијека и сока хљебног воћа. Најпознатији примјери потичу са острва Малекула и Амбрим, гдје су постојали системи хијерахијских мушких друштава познати под именом Маки, као и њихове различите варијанте. На већини острва, друштвени положај, моћ, престиж и материјално и духовно богатство, стицало се узгојем, размјеном и клањем локалне врсте свиња. Горњи очњаци свиња су уклањани, а доњи су остављени да расту и формирају закривљене кљове. Што је већа закривљеност кљова, то је свиња имала вишу вриједност, посебно за обреде у овим хијерархијским друштвима. Свиње се нису користиле само као жртвене животиње, већ и као платно средство за обредна и друга умјетничка дјела.
У сјеверно-централном дијелу Нових Хебрида, већина умјетничких предмета је плаћана свињама са дугим кљовама. У централном дијелу Малекула, њима су плаћани објекти који су подизани током иницијације дјечака у мушкарце. У јужном дијелу Малекула, обојене маске, направаљене од папрати и уобличене пастом од биљних влакана, носиле су се у светим обредима клања свиње. Након иницијације и уласка у свету кућу одраслих мушкараца, појединцима је било дозвољено да узгајају, тргују, а затим жртвују свиње са кљовама, што би им помагало да напредују на друштвеној љествици заједнице племена. Током ових обреда жртвовања прављене су фигуре од папрати или камених листова, које су представљале претке и симболизовале статус који је појединац стекао.
Положај у племенској заједници који је појединац имао у тренутку смрти одређивао је врсту погребних церемонија које се за њега обављају. Лобања покојника је одвајана од тијела и прекривена пастом од биљних влакана како би се пребликовале њене црте. Ако је покојник имао висок положај у заједници, послије смрти му се правио рамбарам. Састојао се од његове преобликоване лобање, обично издуживане, и тијела у природној величини направљеног од бамбуса са обиљежјем његовог личног положаја у племену. 
Мале фигуре лутака са рукама, познате као темес невимбур, коришћене су у церемонијама иницијације у централној области Малекула, а нешто раније и јужније у пантомимама које приказују древне митове. Маске нампуки, моделоване на основи сличној пауковој мрежи, коришћене су у области Малекула у одређеним фазама погребних церемонија у част преминулих мушкараца високог положаја у заједници. 
Већина села је имала оркестре бубњева који су свирали током таквих свечаности. Најважнији бубњеви, од којих су неки били висине и до три метра, били су издубљена стабла дрвећа, а на њиховом горњем дијелу су често изрезбарена лица предака. 
До недавно, само су се у три области Нових Хебрида производила и користила умјетничка дјела по старим обичајима: Мота Лава (Острво Банк), из групе Банкс, сјеверно-централна и јужно-централна област Малекуле и сјеверно-централна област Амбрима. 
Нова Каледонија је са својим западним полинезијским сусједима дијелила строжији хијерархијски поредак власти него што је постојао на оближњим Новим Хебридима. Украсне предмете попут кружних „сјекира” начињењних од нефрита, поглавице су користиле као амблем власти. Куће су понекад надвишене резбареним орнаментима, а на довратницима су величанствени прикази лица предака и локалних богова. У појединим мјестима ношена је ношња сачињена од дрвених маски и огртачи од перја.

### Умјетност Полинезије
Умјетност полинезијских друштава одликују извијесне сличности које произлазе из прототипа културе њихових предака који су пристигли са источне Меланезије. Неке од ових сличности су опстале упркос изолацији острва и локалним иновацијама у стилу. Ипак, једна од главних разлика у односу на Меланезију је практично одсуство израде маски. Међутим, оно што је у култури Полинежана присутно јесте тетовирање лица, што за разлику од маске постаје трајно обиљежје појединца, а поред тога што продубљује његов идентитет, показује другима његов или њен значај у друштву.
Полинезијска друштва су била стратификована у друштвене групе: поглавице (и њихови високорангирани сарадници), обични људи, а понекад и робови. У оквиру ове хијерархијске структуре дјеловали су „стручњаци”, међу којима су били и умјетници-занатлије-свештеници, који су били задужени за предсједавање одређеним обредним церемонијама, израду важних обредних предмета или извођење плесова. Путујући „стручњаци” су обилазили насеља и радили замршене тетоваже, које су биле врло распрострањене у Полинезији. Читав друштвени систем био је посвећен вјеровању у хијерархију богова, од којих су многи били заинтересовани за одређене аспекте људског понашања. Преци су такође имали поштовано мјесто унутар друштвеног поретка. Живот Полинезије био је усмјерен на риболов, сакупљање плодова и пољопривреду у уским острвским срединама, а унутар њега је постојао широк митолошки свијет, гдје су богови, преци и људи били блиско повезани у светим и свјетовним контекстима. 
Визуелна умјетност је интегрисана у ову међузависну ситуацију. Људска фигура, која представља богове или претке, често се појављивала у резбаријама, обично направљеним од дрвета, са посебном пажњом на главу. Стилови су били статуасти и суздржани, а области посвећене рељефним украсима биле су пажљиво регулисане. Неки једноставни, неукрашени предмети свакодневнице су често били функционално лијепи. Украсна резбарија је имала широку примјену у различитим објектима и предметима: грађевинима заједнице, кануима, бајлерима, веслима, оружју, радним алатима, здјелама, личним украсима, музичким инструментима и дршкама лепеза и дршкама за перје. Шкољка, слоновача, а ријеђе само кост, камен, зуби (посебно ајкула), коса и перје били су важни украсни елементи. Људске фигуре су исклесане и у камену, посебно у источној области, гдје су резбарије у камену, и гравуре и рељефи, били важна активност. Употреба боја је била ограничен на земљане и неке органске пигменте. Производња и украшавање „платна од коре” (тапа) била је високог квалитета, а начини израде и украсни узорци варирали су међу различитим групама острвљана. Добра одјевна ношња, украси на тијелу (посебно тетоваже) и резбарене значке означавале су друштвени положај и често су биле експлицитне умјетничке манифестације положаја појединца у читавом друштвеном поретку. Полинежани су показали висок ниво савршенства у ручном ткању и плетењу трака од лишћа (посебно пандануса) за прављење корпи, душека, каишева и свијећа, ужади од влакана кокоса или хибискуса, не заборављајући статуе у камену. Због овога, класификације које дијеле „умјетност” и „занате” и „технологију” овдје нису сасвим прикладне.
Етнографски докази, посебно они с краја седамнаестог и с почетка деветнаестог вијека, дају неке назнаке о високом ступњу развоја одређених визуелних умјетности на различитим острвима. У Тонги, можда најстаријем и најцеремоналнијем полинезијском друштву, налазе се деликатно резбарене женске фигуре од дрвета или слоноваче. Фигуре од слоноваче су коришћене као привјесци за огрлице и церемонијалне куке за вјешање. Наслони за врат и тањири за уља били су изузетни и једноставни у линији и завршној обради, док су ратни буздовани били детаљно изрезбарени, понекад и интарзирани слоновачом. Неки од ових примјера, као и производња великих комада украшеног платна од биљних влакана, појавили су се и на Фиџију. Трговина између Фиџија, Тонге и Самое, ради размјене сировина и произведених предмета, у великој мјери је утицала на локалне стилове сва три подручја, а грнчарија са смоластом глазуром је била препознатљив и изразито фиџијски производ.
Резбарија људских фигура је такође била од великог значаја у источној Полинезији. Једноставне, али моћне дрвене фигуре прављене су на острвима Реинион, Куковим и Аустралским Острвима, било као самостојеће скулптуре или као дршке за перушке. Неке су биле церемонијалног карактера и стилизоване, попут дебелих мушких богова рибара из Раротонге. Друге су били апстрактније, попут богова на јарболима кануа са истог острва. Чучећа људска фигура је коришћена у дизајнима на дршкама и лепезама, на прамцима и на зидовима кануа. На Аустралским острвима јављају се украсни прикази људске фигуре, не само у резбарији фигура, већ и на бубњевима. Здјеле, кутлаче и весла су такође били богато украшавани. Тахићанске хаљине за жалост, од платна од биљних влакана, са перјем, оклопима острига и корњача, и дрвета, величанствени су примјери композитне умјетности. Носили су их ожаљени чланови током погребних церемонија након смрти члана заједнице високог положаја у друштву. 
Резбарија у дрвету, кости и камену такође је била широко заступљена у умјетности Маркиских Острва. На дрвеним предметима као самостојеће фигуре, ратни буздовани, украси за кану и ногице троножаца, квалитет израде је био посебно добар, као и ситна резбарија од слоноваче на ручкама лепезе, минђушама и другим личним тјелесним украсима. Предмети који представљају друштвени положај појединца, од шкољки, перја и кокосових влакана, израђени су са истанчаним укусом.  Одражавали су моћ поглавица у друштву у којем су ратови били скоро свакодневница, а и канибализам је био неријетка појава.
Пелерине, огртачи, разноразне капе и слике богова имале су хиљаде јаркоцрвених и жутих перушки са плетеним дршкама, одржавајући разноврсност и упечатљивост полинезијске одјеће. Велике резбарије фигура у дрвету, постављене пред кућама светилиштима на отвореном, бринуле су о благостању народа. Друге, мање фигуре, су некада ослањане на подупираче. Њихов изглед је здепаст и мишићав, са различитим дијеловима тијела супротстављеним угластим површинама. Такође су резбарене и у различитим сервилним положајима, на здјелама за храну која је служена заробљеницима, као „увреда” за поражене вође и поглавице. Ипак, неки од најбољих примјера су оне резбарене на постољима за бубњеве. Хавајско платно од биљних влакана је било јединствено, како по свом изузетном квалитету, тако и по дизајну његовог украса и орнамента.
Умјетност Ускршњег острва и Маорија са Новог Зеланда била је под великим утицајем природе њиховог окружења, што је резултирало стварањем многих јединствених облика. Народ Ускршњег острва је створио врло необичне камене фигуре својих предака, резбарије за култ пољопривреде и неке изузетне фигуре богова, на чији коначни облик су јасно утицала ограничења расположивих материјала. Ови предмети одражавају снагу полинезијске умјетности у њеном потврђивању међузависности човјека, његових предака и његових богова у оквиру острвске изолације.